# 张磊 (排球运动员)
張磊（1985年1月11日—）是上海人，現役中國女排接應，身穿16號球衣。她在省隊上海鄧祿普女排身穿8號球衣,曾擔任上海女排隊長。

## 簡歷
2008-09赛季，張磊随上海女排闖入總决赛，遗憾以总比分1-3不敵衞冕冠軍天津，屈居亞军。
2009年3月30日，張磊入選蔡斌执教的新一届中國女排名單，這也是她首次進入國家隊。但她未能隨隊參賽。2009-10赛季全國女排聯赛，張磊出任上海隊隊長。
2010年張磊再次入選由王寶泉執教的中國女排。並隨隊參加大獎賽、世錦賽等賽事。
2011年張磊入選中國女排二十人大名單，但並沒有隨隊參賽。直至中國女排在2011年世界女排大獎賽中奪得第八名的成績，俞觉敏重新召回張磊擔任接應位置。張磊在隨後的亞錦賽及世界盃上有上佳表現，協助中國女排奪得亞錦賽冠軍及世界盃季軍，並獲得倫敦奧運會的入場券。
2013年張磊再次入選由郎平執教的中國女排，並代表中國隊參加比賽。

## 三大賽奪牌歷程
- 2011年 第11屆世界盃 ( 日本)

| 場次 | 日期     | 地點 | 對手       | 局分  | 得分                              | 最佳球員 |
| ---- | -------- | ---- | ---------- | ----- | --------------------------------- | -------- |
| 1.   | 11月4日  | 廣島 | 阿爾及利亞 | 勝3-0 | 25-13, 25-14, 25-19               | 王一梅   |
| 2.   | 11月5日  | 廣島 | 義大利     | 負2-3 | 20-25，25-25，25-21，21-25，12-15 | 博塞蒂   |
| 3.   | 11月6日  | 廣島 | 日本       | 勝3-2 | 20-25，25-19，20-25，25-23，15-13 | 惠若琪   |
| 4.   | 11月8日  | 廣島 | 多米尼加   | 勝3-1 | 23-25，25-13，25-19，25-18        | 魏秋月   |
| 5.   | 11月9日  | 廣島 | 阿根廷     | 勝3-0 | 25-10, 25-18, 25-23               | 馬蘊雯   |
| 6.   | 11月11日 | 札幌 | 巴西       | 負2-3 | 23-25，27-25，25-21，20-25，15-17 | 法比亞娜 |
| 7.   | 11月12日 | 札幌 | 塞爾維亞   | 勝3-1 | 21-25，25-19，25-23，25-23        | 楊珺菁   |
| 8.   | 11月13日 | 札幌 | 南韓       | 勝3-0 | 25-12, 25-8, 25-16                | 張磊     |
| 9.   | 11月16日 | 東京 | 美國       | 負2-3 | 21-25，29-31，25-18，25-19，10-15 | 戴維斯   |
| 10.  | 11月17日 | 東京 | 肯尼亞     | 勝3-0 | 25-7, 25-15, 25-10                | 魏秋月   |
| 11.  | 11月18日 | 東京 | 德國       | 勝3-0 | 25-18, 25-18, 25-21               | 張嫻     |